# عارف علوی
عارف علوی (زادهٔ ۲۹ ژوئیهٔ ۱۹۴۹) سیاستمدار و سیزدهمین رئیس‌جمهور پاکستان بوده‌است.